# Ceratispa sedlaceki
Ceratispa sedlaceki es un coleóptero de la familia Chrysomelidae.
Fue descrita científicamente en 1963 por Gressitt.